# Чемпионат России по лёгкой атлетике 2006
Чемпионат России по лёгкой атлетике 2006 года проводился 11—15 июня в Туле на стадионе «Арсенал». На протяжении 5 дней было разыграно 42 комплекта медалей. Соревнования являлись отборочными в сборную России на чемпионат Европы по лёгкой атлетике, прошедший 7—13 августа в шведском Гётеборге. При этом гарантированное место в команде по итогам чемпионата России получали только победители в своих видах (при условии выполнения необходимых нормативов), а обладатели оставшихся двух путёвок определялись на прошедших позднее Мемориале братьев Знаменских, Кубке Европы и Кубке России.
Главным событием чемпионата стал мировой рекорд в метании молота у женщин, автором которого стала Гульфия Ханафеева — 77,26 м. Предыдущее достижение принадлежало Татьяне Лысенко, занявшей на турнире 2-е место с отличным результатом 76,34 м.
В беге на 110 метров с барьерами у мужчин победителем стал Игорь Перемота. Его результат (13,37) стал четвёртым за всю историю российской лёгкой атлетики в данной дисциплине.
Высокий уровень результатов показали участники в секторе для прыжка в длину у мужчин, где 4 человека улетели за отметку 8 метров. При этом победителя, Дмитрия Сапинского, от 4-го места отделили всего 8 см.
В мужском тройном прыжке после прошлогоднего спада один из лучших результатов в карьере продемонстрировал бронзовый призёр Олимпийских игр 2004 года Данил Буркеня, приземлившийся на отметку 17,42 м.
Лучший результат сезона в мире на неосновной для себя дистанции 800 метров показала чемпионка мира в помещении 2006 года в беге на 1500 метров Юлия Чиженко (1.57,07).
Результаты мирового уровня были показаны женщинами в беге на 1500 метров (Елена Соболева — 4.00,47), стипль-чезе (первая тройка показала время порядка 9.30) и семиборье (Юлия Игнаткина — 6463 очка). Оксана Удмуртова и Людмила Колчанова в финале женского прыжка в длину показали одинаковый результат — 6,97 м, вследствие чего, в соответствии с правилами ИААФ, победитель определялся по второй по дальности попытке спортсменок, которая была лучше у Удмуртовой (6,82 м против 6,81 м).
На протяжении 2006 года в различных городах были проведены также чемпионаты России в отдельных дисциплинах лёгкой атлетики:
- 17—19 февраля — зимний чемпионат России по длинным метаниям (Адлер)
- 19—20 февраля — зимний чемпионат России по спортивной ходьбе (Адлер)
- 1 апреля — чемпионат России по горному бегу (вверх) (Железноводск)
- 16 апреля — чемпионат России по бегу на 50 км и 100 км (Пущино)
- 29 апреля — чемпионат России по кроссу (весна) (Жуковский)
- 7—8 мая — чемпионат России по суточному бегу по стадиону (Москва)
- 20 мая — чемпионат России по горному бегу (вверх-вниз) (Токсово)
- 3—4 июня — чемпионат России по марафону и спортивной ходьбе (Саранск)
- 2—3 сентября — чемпионат России по суточному бегу по шоссе (Санкт-Петербург)
- 3 сентября — чемпионат России по полумарафону (Саранск)
- 10—11 октября — чемпионат России по кроссу (осень) (Оренбург)
- 29 октября — чемпионат России по горному бегу (длинная дистанция) (Красная Поляна)

## Медалисты

### Мужчины
| Дисциплина                          | Золото                                                                                                   | Золото             | Серебро                                                                                    | Серебро            | Бронза                                                                                                | Бронза            |
| ----------------------------------- | --- | ------------------ | ------------------------------------------------------------------------------------------ | ------------------ | --- | ----------------- |
| 100 м (ветер: +2,2 м/с)             | Андрей Епишин Москва Московская область                                                                  | 10,27              | Александр Смирнов Москва Карелия                                                           | 10,47              | Михаил Егорычев Самарская область                                                                     | 10,49             |
| 200 м (ветер: +0,6 м/с)             | Иван Теплых Свердловская область                                                                         | 20,81              | Роман Смирнов Москва                                                                       | 20,86              | Олег Зуев Челябинская область                                                                         | 21,07             |
| 400 м                               | Владислав Фролов Свердловская область Тамбовская область                                                 | 45,41              | Александр Ларин Москва Пензенская область                                                  | 46,00              | Дмитрий Форшев Свердловская область                                                                   | 46,16             |
| 800 м                               | Дмитрий Богданов Московская область Санкт-Петербург                                                      | 1.46,88            | Иван Нестеров Пермский край                                                                | 1.47,30            | Рамиль Ариткулов Татарстан Башкортостан                                                               | 1.47,70           |
| 1500 м                              | Александр Кривчонков Брянская область                                                                    | 3.39,70            | Сергей Иванов Чувашия                                                                      | 3.41,22            | Андрей Кузнецов Волгоградская область                                                                 | 3.42,03           |
| 5000 м                              | Сергей Иванов Чувашия                                                                                    | 13.54,59           | Александр Орлов Москва                                                                     | 13.56,16           | Вячеслав Шабунин Москва                                                                               | 13.58,49          |
| 10 000 м                            | Дмитрий Максимов Вологодская область Костромская область                                                 | 28.36,34           | Павел Шаповалов Хабаровский край                                                           | 29.01,13           | Олег Кульков Свердловская область                                                                     | 29.10,49          |
| 3000 м с препятствиями              | Андрей Кожевников Москва Пензенская область                                                              | 8.31,55            | Павел Потапович Москва Курская область                                                     | 8.31,79            | Андрей Фарносов Москва Московская область                                                             | 8.36,73           |
| 110 м с барьерами (ветер: +1,7 м/с) | Игорь Перемота Челябинская область                                                                       | 13,37              | Евгений Борисов Московская область                                                         | 13,69              | Яков Петров Свердловская область                                                                      | 13,70             |
| 400 м с барьерами                   | Михаил Липский Свердловская область                                                                      | 50,53              | Александр Деревягин Новосибирская область Кемеровская область                              | 50,85              | Константин Орябинский Ростовская область                                                              | 51,20             |
| Прыжок в высоту                     | Андрей Сильнов Ростовская область                                                                        | 2,28 м             | Иван Ухов Свердловская область                                                             | 2,28 м             | Андрей Терёшин Москва Ивановская область                                                              | 2,28 м            |
| Прыжок с шестом                     | Игорь Павлов Москва Орловская область                                                                    | 5,55 м             | Дмитрий Стародубцев Челябинская область                                                    | 5,55 м             | Андрей Чёмов Москва                                                                                   | 5,55 м            |
| Прыжок в длину                      | Дмитрий Сапинский Москва Приморский край                                                                 | 8,17 м (−0,8 м/с)  | Руслан Гатауллин Санкт-Петербург Татарстан                                                 | 8,13 м (+0,3 м/с)  | Виталий Шкурлатов Волгоградская область                                                               | 8,12 м (−0,2 м/с) |
| Тройной прыжок                      | Данил Буркеня Москва                                                                                     | 17,42 м (−0,7 м/с) | Игорь Спасовходский Москва                                                                 | 17,12 м (−0,4 м/с) | Александр Сергеев Москва Тверская область                                                             | 16,98 м (0,0 м/с) |
| Толкание ядра                       | Павел Софьин Московская область Москва                                                                   | 20,38 м            | Иван Юшков Иркутская область Новосибирская область                                         | 20,35 м            | Антон Любославский Иркутская область                                                                  | 19,72 м           |
| Метание диска                       | Станислав Алексеев Москва Ставропольский край                                                            | 62,03 м            | Богдан Пищальников Адыгея Московская область                                               | 62,01 м            | Александр Боричевский Санкт-Петербург                                                                 | 61,68 м           |
| Метание молота                      | Вадим Херсонцев Москва Санкт-Петербург                                                                   | 77,08 м            | Илья Коновалов Курская область                                                             | 76,88 м            | Сергей Кирмасов Орловская область                                                                     | 76,24 м           |
| Метание копья                       | Сергей Макаров Московская область                                                                        | 84,65 м            | Александр Иванов Москва Санкт-Петербург                                                    | 84,22 м            | Алексей Товарнов Волгоградская область                                                                | 80,09 м           |
| Десятиборье                         | Алексей Сысоев Волгоградская область                                                                     | 8087 очков         | Николай Тищенко Москва Краснодарский край                                                  | 7793 очка          | Андрей Недра Омская область                                                                           | 7496 очков        |
| Эстафета 4×100 м                    | Калининградская область · Андрей Прощенко · Антон Спиридонов · Александр Антунович · Константин Петряшов | 40,61              | Москва · Роман Матвеев · Александр Рябов · Алексей Бакшеев · Иван Кожухарь                 | 40,72              | Челябинская область · Павел Бичигов · Олег Зуев · Фёдор Градволь · Андрей Полукеев                    | 40,75             |
| Эстафета 4×400 м                    | Свердловская область · Иван Бузолин · Михаил Липский · Андрей Малькин · Дмитрий Форшев                   | 3.07,74            | Тамбовская область · Николай Слетков · Сергей Ульянов · Павел Старостин · Владислав Фролов | 3.09,69            | Новосибирская область · Алексей Лебедзь · Александр Деревягин · Вячеслав Сакаев · Константин Свечкарь | 3.09,71           |

### Женщины
| Дисциплина                          | Золото                                                                                          | Золото             | Серебро                                                                            | Серебро            | Бронза                                                                                        | Бронза             |
| ----------------------------------- | ----------------------------------------------------------------------------------------------- | ------------------ | ---------------------------------------------------------------------------------- | ------------------ | --------------------------------------------------------------------------------------------- | ------------------ |
| 100 м (ветер: +0,1 м/с)             | Екатерина Григорьева Волгоградская область                                                      | 11,33              | Юлия Гущина Ростовская область Московская область                                  | 11,35              | Лариса Круглова Мурманская область                                                            | 11,40              |
| 200 м (ветер: +1,4 м/с)             | Ольга Зайцева Санкт-Петербург                                                                   | 22,67              | Наталья Русакова Санкт-Петербург                                                   | 22,77              | Анастасия Капачинская Москва                                                                  | 23,02              |
| 400 м                               | Светлана Поспелова Санкт-Петербург Свердловская область                                         | 49,99              | Наталья Антюх Москва Санкт-Петербург                                               | 50,47              | Татьяна Вешкурова Свердловская область Пермский край                                          | 50,96              |
| 800 м                               | Юлия Чиженко Санкт-Петербург Брянская область                                                   | 1.57,07            | Светлана Клюка Москва Хабаровский край                                             | 1.57,21            | Светлана Черкасова Москва Хабаровский край                                                    | 1.57,23            |
| 1500 м                              | Елена Соболева Москва Брянская область                                                          | 4.00,47            | Наталья Пантелеева Московская область Нижегородская область                        | 4.00,81            | Ольга Егорова Москва Чувашия                                                                  | 4.01,31            |
| 5000 м                              | Регина Рахимкулова Башкортостан                                                                 | 15.23,58           | Наталья Павловская Волгоградская область                                           | 15.24,72           | Ксения Агафонова Московская область                                                           | 15.25,84           |
| 10 000 м                            | Галина Богомолова Башкортостан                                                                  | 31.31,58           | Инга Абитова Самарская область                                                     | 31.32,24           | Лидия Григорьева Чувашия                                                                      | 31.33,27           |
| 3000 м с препятствиями              | Любовь Иванова Москва Санкт-Петербург                                                           | 9.26,54            | Елена Сидорченкова Московская область                                              | 9.27,35            | Татьяна Петрова Московская область Чувашия                                                    | 9.30,06            |
| 100 м с барьерами (ветер: +0,6 м/с) | Ольга Корсунова Тульская область Калужская область                                              | 12,93              | Ирина Пепеляева Новосибирская область Алтайский край                               | 12,94              | Татьяна Павлий Московская область Ставропольский край                                         | 12,98              |
| 400 м с барьерами                   | Евгения Исакова Санкт-Петербург Свердловская область                                            | 55,09              | Анастасия Трифонова Красноярский край                                              | 55,60              | Ирина Обедина Московская область Кемеровская область                                          | 55,97              |
| Прыжок в высоту                     | Екатерина Савченко Омская область                                                               | 1,95 м             | Анна Чичерова Москва Ростовская область                                            | 1,95 м             | Татьяна Кивимяги Москва Брянская область                                                      | 1,92 м             |
| Прыжок с шестом                     | Светлана Феофанова Москва                                                                       | 4,55 м             | Татьяна Полнова Краснодарский край                                                 | 4,50 м             | Юлия Голубчикова Москва                                                                       | 4,40 м             |
| Прыжок в длину                      | Оксана Удмуртова Волгоградская область Удмуртия                                                 | 6,97 м (−0,8 м/с)  | Людмила Колчанова Костромская область                                              | 6,97 м (−0,6 м/с)  | Ольга Гончарова Ростовская область                                                            | 6,65 м (−1,4 м/с)  |
| Тройной прыжок                      | Анна Пятых Москва                                                                               | 14,67 м (+1,1 м/с) | Елена Олейникова Москва                                                            | 14,63 м (+0,4 м/с) | Оксана Рогова Тамбовская область                                                              | 14,49 м (+0,1 м/с) |
| Толкание ядра                       | Ирина Худорошкина Московская область                                                            | 18,84 м            | Ольга Рябинкина Санкт-Петербург Брянская область                                   | 18,56 м            | Анна Авдеева Самарская область                                                                | 18,37 м            |
| Метание диска                       | Дарья Пищальникова [a] Адыгея Московская область                                                | 62,96 м [a]        | Оксана Есипчук [a] Брянская область Санкт-Петербург                                | 62,84 м [a]        | Ольга Чернявская [a] Ставропольский край                                                      | 61,27 м [a]        |
| Метание молота                      | Гульфия Ханафеева Москва Челябинская область                                                    | 77,26 м            | Татьяна Лысенко Ростовская область                                                 | 76,34 м            | Елена Коневцова Московская область                                                            | 72,88 м            |
| Метание копья                       | Лада Чернова Самарская область                                                                  | 61,25 м            | Екатерина Рыбко Москва                                                             | 59,48 м            | Мария Абакумова Ставропольский край                                                           | 58,29 м            |
| Семиборье                           | Юлия Игнаткина Москва Нижегородская область                                                     | 6463 очка          | Алёна Ивлева Томская область                                                       | 6102 очка          | Наталья Рощупкина Липецкая область                                                            | 6083 очка          |
| Эстафета 4×100 м                    | Тульская область · Ольга Корсунова · Ольга Халандырёва · Анастасия Кочетова · Олеся Зыкина      | 44,73              | Москва · Евгения Герасимова · Евгения Полякова · Виктория Талько · Елизавета Яшина | 45,14              | Санкт-Петербург · Виктория Гаппова · Александра Сорокина · Оксана Кислова · Виктория Викулова | 45,37              |
| Эстафета 4×400 м                    | Свердловская область · Ольга Котлярова · Татьяна Вешкурова · Юлия Мулюкова · Светлана Поспелова | 3.25,18            | Москва · Ксения Задорина · Татьяна Левина · Наталья Иванова · Наталья Назарова     | 3.29,21            | Москва · Наталья Куткина · Виктория Талько · Светлана Черкасова · Елена Ильдейкина            | 3.32,52            |

a  25 июля 2006 года ИААФ дисквалифицировала на 2 года за применение запрещённых препаратов метательницу диска Наталью Садову. В допинг-пробе спортсменки, взятой 28 мая 2006 года на соревнованиях в Нидерландах, был обнаружен метандиенон. Результаты спортсменки на турнирах в мае—июле 2006 года были аннулированы, в том числе 1-е место на чемпионате России — 2006 в метании диска с результатом 66,55 м.

## Зимний чемпионат России по длинным метаниям
Зимний чемпионат России по длинным метаниям 2006 прошёл 17—19 февраля в Адлере на стадионе «Юность-2001». В программе соревнований были представлены метание диска, метание молота и метание копья. Отличный результат в метании молота у женщин показала Гульфия Ханафеева, отправившая снаряд на 71,60 м и обыгравшая рекордсменку мира Татьяну Лысенко.

### Мужчины
| Дисциплина     | Золото                                                      | Золото  | Серебро                                             | Серебро | Бронза                                        | Бронза  |
| -------------- | ----------------------------------------------------------- | ------- | --------------------------------------------------- | ------- | --------------------------------------------- | ------- |
| Метание диска  | Александр Боричевский Санкт-Петербург                       | 60,50 м | Вячеслав Ивашкин Москва Ставропольский край         | 60,30 м | Станислав Алексеев Москва Ставропольский край | 60,01 м |
| Метание молота | Вадим Херсонцев Москва Санкт-Петербург                      | 77,44 м | Игорь Виниченко Московская область                  | 73,28 м | Сергей Кирмасов Орловская область             | 73,13 м |
| Метание копья  | Владислав Шкурлатов Волгоградская область Рязанская область | 78,06 м | Игорь Сухомлинов Кабардино-Балкария Санкт-Петербург | 76,43 м | Александр Иванов Москва Санкт-Петербург       | 76,19 м |

### Женщины
| Дисциплина     | Золото                                          | Золото  | Серебро                                  | Серебро | Бронза                                       | Бронза  |
| -------------- | ----------------------------------------------- | ------- | ---------------------------------------- | ------- | -------------------------------------------- | ------- |
| Метание диска  | Оксана Есипчук Санкт-Петербург Брянская область | 61,83 м | Ольга Ольшевская Москва Брянская область | 61,31 м | Дарья Пищальникова Адыгея Московская область | 59,92 м |
| Метание молота | Гульфия Ханафеева Москва Челябинская область    | 71,60 м | Татьяна Лысенко Ростовская область       | 68,36 м | Анна Булгакова Москва Ставропольский край    | 67,79 м |
| Метание копья  | Лада Чернова Самарская область                  | 59,47 м | Мария Яковенко Краснодарский край        | 57,93 м | Екатерина Рыбко Москва                       | 52,82 м |

## Зимний чемпионат России по спортивной ходьбе
Зимний чемпионат России по спортивной ходьбе 2006 прошёл 19—20 февраля в Адлере. Мужчины соревновались на дистанциях 20 км и 35 км, женщины — на 20 км. На чемпионате было установлено высшее мировое достижение в мужском заходе на 35 км. Его автором стал 20-летний Владимир Канайкин, преодолевший дистанцию за 2:21.31. В женской части соревнований 20 км быстрее всех прошла 21-летняя Ольга Каниськина. У мужчин на аналогичной дистанции 4 человека «разменяли» 1:20, а победителем стал Виктор Бураев.

### Мужчины
| Дисциплина      | Золото                                    | Золото  | Серебро                    | Серебро | Бронза                                    | Бронза  |
| --------------- | ----------------------------------------- | ------- | -------------------------- | ------- | ----------------------------------------- | ------- |
| Ходьба на 20 км | Виктор Бураев Мордовия Пензенская область | 1:19.27 | Игорь Ерохин Мордовия      | 1:19.32 | Степан Юдин Мордовия Свердловская область | 1:19.51 |
| Ходьба на 35 км | Владимир Канайкин Мордовия                | 2:21.31 | Денис Нижегородов Мордовия | 2:24.50 | Юрий Андронов Самарская область           | 2:26.51 |

### Женщины
| Дисциплина      | Золото                    | Золото  | Серебро                                | Серебро | Бронза                  | Бронза  |
| --------------- | ------------------------- | ------- | -------------------------------------- | ------- | ----------------------- | ------- |
| Ходьба на 20 км | Ольга Каниськина Мордовия | 1:26.02 | Ирина Петрова Мордовия Санкт-Петербург | 1:26.14 | Людмила Ефимкина Москва | 1:26.57 |

## Чемпионат России по горному бегу (вверх)
VII чемпионат России по горному бегу (вверх) состоялся 1 апреля 2006 года в Железноводске, Ставропольский край. Участники выявляли сильнейших на трассе, проложенной на склоне горы Бештау. На старт вышли 70 участников (54 мужчины и 16 женщин) из 24 регионов России.

### Мужчины
| Дисциплина                          | Золото                       | Золото | Серебро                        | Серебро | Бронза                  | Бронза |
| ----------------------------------- | ---------------------------- | ------ | ------------------------------ | ------- | ----------------------- | ------ |
| 7,315 км перепад высот: +963 м −7 м | Андрей Сафронов Башкортостан | 43.04  | Андрей Никишёв Курская область | 44.31   | Игорь Воробьёв Удмуртия | 44.41  |

### Женщины
| Дисциплина                          | Золото                                   | Золото | Серебро                         | Серебро | Бронза                               | Бронза |
| ----------------------------------- | ---------------------------------------- | ------ | ------------------------------- | ------- | ------------------------------------ | ------ |
| 6,615 км перепад высот: +730 м −7 м | Светлана Демиденко Нижегородская область | 39.33  | Елизавета Гречишникова Мордовия | 42.54   | Ольга Горбунова Владимирская область | 43.54  |

## Чемпионат России по бегу на 50 и 100 км
Чемпионат России по бегу на 50 и 100 километров прошёл 16 апреля в подмосковном городе Пущино. На старт вышли 50 легкоатлетов из 19 регионов страны (35 мужчин и 15 женщин).

### Мужчины
| Дисциплина | Золото                                | Золото  | Серебро                        | Серебро | Бронза                        | Бронза  |
| ---------- | ------------------------------------- | ------- | ------------------------------ | ------- | ----------------------------- | ------- |
| 50 км      | Александр Вишнягов Курганская область | 2:54.57 | Андрей Никишёв Курская область | 2:59.22 | Владимир Бурзак Татарстан     | 3:01.58 |
| 100 км     | Алексей Измайлов Ярославская область  | 6:53.08 | Василий Спиридонов Саха−Якутия | 6:57.37 | Денис Жалыбин Курская область | 6:57.56 |

### Женщины
| Дисциплина | Золото                                 | Золото  | Серебро                                | Серебро | Бронза                          | Бронза  |
| ---------- | -------------------------------------- | ------- | -------------------------------------- | ------- | ------------------------------- | ------- |
| 50 км      | Нина Поднебеснова Оренбургская область | 3:24.00 | Светлана Савоськина Московская область | 3:42.01 | Надежда Карасёва Саха−Якутия    | 3:55.02 |
| 100 км     | Александра Анахина Саха−Якутия         | 8:25.14 | Галина Ерёмина Москва                  | 8:45.19 | Елена Симутина Брянская область | 9:17.12 |

## Чемпионат России по кроссу (весна)
Весенний чемпионат России по кроссу 2006 состоялся 29 апреля в городе Жуковский, Московская область. Было разыграно 4 комплекта наград. Мужчины соревновались на дистанциях 4 км и 8 км, женщины — 2 км и 6 км.

### Мужчины
| Дисциплина | Золото                                                   | Золото | Серебро                      | Серебро | Бронза                               | Бронза |
| ---------- | -------------------------------------------------------- | ------ | ---------------------------- | ------- | ------------------------------------ | ------ |
| Кросс 4 км | Александр Кривчонков Брянская область                    | 11.18  | Руслан Назипов Татарстан     | 11.20   | Роман Усов Курская область           | 11.21  |
| Кросс 8 км | Дмитрий Максимов Вологодская область Костромская область | 23.06  | Сергей Лукин Санкт-Петербург | 23.17   | Анатолий Рыбаков Кемеровская область | 23.22  |

### Женщины
| Дисциплина | Золото                                 | Золото | Серебро                                    | Серебро | Бронза                                   | Бронза |
| ---------- | -------------------------------------- | ------ | ------------------------------------------ | ------- | ---------------------------------------- | ------ |
| Кросс 2 км | Регина Рахимкулова Башкортостан        | 5.55   | Татьяна Петрова Московская область Чувашия | 5.57    | Галина Сайкина Самарская область         | 6.08   |
| Кросс 6 км | Виктория Трушенко Астраханская область | 19.19  | Альбина Иванова Москва Чувашия             | 19.19   | Наталья Павловская Волгоградская область | 19.21  |

## Чемпионат России по суточному бегу по стадиону
Чемпионат России по суточному бегу по стадиону прошёл 7—8 мая на Южном спортивном ядре спорткомплекса «Лужники» в Москве в рамках XV сверхмарафона «Сутки бегом». На старт вышел 51 легкоатлет из 19 регионов страны (44 мужчины и 7 женщин). Москвичка Евгения Куликова, которая до этого чемпионата ни разу не бежала на соревнованиях дистанцию больше 70 км, выиграла женский зачёт. Она оказалась единственной участницей, преодолевшей более 200 км.

### Мужчины
| Дисциплина   | Золото                       | Золото    | Серебро               | Серебро   | Бронза                    | Бронза    |
| ------------ | ---------------------------- | --------- | --------------------- | --------- | ------------------------- | --------- |
| Суточный бег | Олег Яковлев Курская область | 237 712 м | Василий Дюкин Чувашия | 231 807 м | Семён Дедюкин Саха−Якутия | 227 921 м |

### Женщины
| Дисциплина   | Золото                  | Золото    | Серебро                             | Серебро   | Бронза                          | Бронза    |
| ------------ | ----------------------- | --------- | ----------------------------------- | --------- | ------------------------------- | --------- |
| Суточный бег | Евгения Куликова Москва | 205 600 м | Надежда Тарасова Московская область | 189 469 м | Елена Симутина Брянская область | 180 033 м |

## Чемпионат России по горному бегу (вверх-вниз)
VIII чемпионат России по горному бегу (вверх-вниз) состоялся 20 мая 2006 года в посёлке Токсово, Ленинградская область. Соревнования прошли на базе местного Военного института физической культуры. На старт вышли 30 участников (22 мужчины и 8 женщин) из 10 регионов страны.

### Мужчины
| Дисциплина                           | Золото                        | Золото | Серебро                      | Серебро | Бронза                             | Бронза  |
| ------------------------------------ | ----------------------------- | ------ | ---------------------------- | ------- | ---------------------------------- | ------- |
| 12 км перепад высот: +1400 м −1400 м | Дмитрий Лукин Санкт-Петербург | 58.10  | Сергей Лукин Санкт-Петербург | 58.21   | Эдуард Архипов Костромская область | 1:00.01 |

### Женщины
| Дисциплина                          | Золото                      | Золото | Серебро                           | Серебро | Бронза                        | Бронза |
| ----------------------------------- | --------------------------- | ------ | --------------------------------- | ------- | ----------------------------- | ------ |
| 6,9 км перепад высот: +800 м −800 м | Вера Сухова Санкт-Петербург | 40.15  | Елена Лесникова Рязанская область | 41.00   | Жанна Вокуева Санкт-Петербург | 41.29  |

## Чемпионат России по спортивной ходьбе и марафону
Чемпионы России 2006 года в дисциплинах спортивной ходьбы (20 км у мужчин и женщин и 50 км у мужчин) и марафона определились 3—4 июня в Саранске. Трасса для ходоков была проложена по улице Ульянова. Соревнования являлись финальным этапом отбора в сборные России по ходьбе и марафону для участия в чемпионате Европы по лёгкой атлетике. Забеги и заходы чемпионата сопровождались тёплой (20-25 градусов) и ясной погодой.

### Мужчины
| Дисциплина      | Золото                                  | Золото  | Серебро                                       | Серебро | Бронза                              | Бронза  |
| --------------- | --------------------------------------- | ------- | --------------------------------------------- | ------- | ----------------------------------- | ------- |
| Марафон         | Андрей Чернышов Липецкая область Москва | 2:14.59 | Олег Княгин Москва Кировская область          | 2:15.38 | Сергей Александров Удмуртия         | 2:15.50 |
| Ходьба на 20 км | Валерий Борчин Мордовия                 | 1:21.48 | Владимир Станкин Челябинская область Мордовия | 1:23.36 | Сергей Сафаров Свердловская область | 1:24.05 |
| Ходьба на 50 км | Владимир Канайкин Мордовия              | 3:45.57 | Сергей Ерохин Москва                          | 3:54.53 | Николай Матюхин Московская область  | 3:55.24 |

### Женщины
| Дисциплина      | Золото                            | Золото  | Серебро                    | Серебро | Бронза                                                   | Бронза  |
| --------------- | --------------------------------- | ------- | -------------------------- | ------- | -------------------------------------------------------- | ------- |
| Марафон         | Наиля Юламанова Самарская область | 2:30.54 | Наталья Курбатова Мордовия | 2:33.43 | Виктория Зуева Чувашия                                   | 2:39.42 |
| Ходьба на 20 км | Ольга Каниськина Мордовия         | 1:32.06 | Галина Колпакова Чувашия   | 1:34.35 | Евдокия Короткова Московская область Костромская область | 1:34.51 |

## Чемпионат России по суточному бегу по шоссе
Чемпионат России по суточному бегу по шоссе прошёл 2—3 сентября в Санкт-Петербурге в рамках 20-го пробега «Испытай себя». Соревнования проходили на 5-километровой трассе в Выборгском районе Северной столицы, старт и малый 500-метровый финишный круг находились на улице Жени Егоровой. На старт вышли 82 легкоатлета из 27 регионов страны (69 мужчин и 13 женщин). Денис Жалыбин установил новый рекорд России — 282 282 м. С этим результатом он стал вторым в мировом рейтинге сверхмарафонцев-суточников в истории после знаменитого Яниса Куроса.

### Мужчины
| Дисциплина   | Золото                        | Золото    | Серебро                              | Серебро   | Бронза                    | Бронза    |
| ------------ | ----------------------------- | --------- | ------------------------------------ | --------- | ------------------------- | --------- |
| Суточный бег | Денис Жалыбин Курская область | 282 282 м | Андрей Казанцев Свердловская область | 250 101 м | Семён Дедюкин Саха−Якутия | 236 614 м |

### Женщины
| Дисциплина   | Золото                                 | Золото    | Серебро                             | Серебро   | Бронза                              | Бронза    |
| ------------ | -------------------------------------- | --------- | ----------------------------------- | --------- | ----------------------------------- | --------- |
| Суточный бег | Ирина Реутович Калининградская область | 231 193 м | Людмила Калинина Ивановская область | 223 000 м | Нина Мокшанова Свердловская область | 213 065 м |

## Чемпионат России по полумарафону
Чемпионат России по полумарафону 2006 состоялся 3 сентября в Саранске в рамках XXXIV Международного полумарафона на призы Петра Болотникова. В соревнованиях приняли участие 56 легкоатлетов из 23 регионов страны.

### Мужчины
| Дисциплина  | Золото                | Золото  | Серебро                   | Серебро | Бронза                            | Бронза  |
| ----------- | --------------------- | ------- | ------------------------- | ------- | --------------------------------- | ------- |
| Полумарафон | Сергей Рыбин Мордовия | 1:03.53 | Олег Марусин Башкортостан | 1:05.48 | Алексей Палагушин Курская область | 1:06.14 |

### Женщины
| Дисциплина  | Золото                     | Золото  | Серебро                              | Серебро | Бронза                           | Бронза  |
| ----------- | -------------------------- | ------- | ------------------------------------ | ------- | -------------------------------- | ------- |
| Полумарафон | Наталья Курбатова Мордовия | 1:11.05 | Гульнара Выговская Самарская область | 1:12.06 | Ольга Глок Новосибирская область | 1:14.10 |

## Чемпионат России по кроссу (осень)
Осенний чемпионат России по кроссу прошёл в Оренбурге 10—11 октября 2006 года. Мужчины определили сильнейшего на дистанции 10 км, женщины — 6 км. Соревнования являлись отборочными к чемпионату Европы по кроссу, прошедшему в итальянском городе Сан-Джорджо-су-Леньяно.

### Мужчины
| Дисциплина  | Золото                              | Золото | Серебро                           | Серебро | Бронза                    | Бронза |
| ----------- | ----------------------------------- | ------ | --------------------------------- | ------- | ------------------------- | ------ |
| Кросс 10 км | Евгений Рыбаков Кемеровская область | 29.14  | Олег Кульков Свердловская область | 29.58   | Олег Марусин Башкортостан | 30.03  |

### Женщины
| Дисциплина | Золото                                    | Золото | Серебро                                  | Серебро | Бронза                                 | Бронза |
| ---------- | ----------------------------------------- | ------ | ---------------------------------------- | ------- | -------------------------------------- | ------ |
| Кросс 6 км | Мария Коновалова Москва Иркутская область | 19.31  | Наталья Павловская Волгоградская область | 19.40   | Виктория Трушенко Астраханская область | 19.49  |

## Чемпионат России по горному бегу (длинная дистанция)
Первый чемпионат России по длинному горному бегу состоялся 29 октября 2006 года в Красной Поляне, Краснодарский край. На старт вышли 49 участников (37 мужчин и 12 женщин) из 17 регионов России.

### Мужчины
| Дисциплина                             | Золото                                   | Золото  | Серебро                          | Серебро | Бронза                             | Бронза  |
| -------------------------------------- | ---------------------------------------- | ------- | -------------------------------- | ------- | ---------------------------------- | ------- |
| 20,05 км перепад высот: +1606 м −646 м | Александр Фаленков Нижегородская область | 1:44.09 | Андрей Кравцов Тюменская область | 1:45.49 | Эдуард Архипов Костромская область | 1:45.53 |

### Женщины
| Дисциплина                             | Золото                               | Золото  | Серебро                            | Серебро | Бронза                            | Бронза  |
| -------------------------------------- | ------------------------------------ | ------- | ---------------------------------- | ------- | --------------------------------- | ------- |
| 20,05 км перепад высот: +1606 м −646 м | Оксана Хохлова Нижегородская область | 2:08.43 | Светлана Подосёнова Омская область | 2:12.05 | Юлия Сурикова Ярославская область | 2:15.25 |

## Состав сборной России для участия в чемпионате Европы
По итогам чемпионата и иных отборочных турниров, с учётом выполнения необходимых нормативов, в состав сборной для участия в чемпионате Европы по лёгкой атлетике в Гётеборге вошли 113 атлетов:
Мужчины
100 м: Андрей Епишин, Александр Смирнов, Михаил Егорычев.

200 м: Иван Теплых, Роман Смирнов.

Эстафета 4х100 м: Андрей Епишин, Иван Теплых, Александр Смирнов, Роман Смирнов, Михаил Егорычев, Максим Мокроусов.

400 м: Владислав Фролов, Евгений Лебедев — позднее снялся с личного вида.

Эстафета 4х400 м: Владислав Фролов, Александр Ларин, Константин Свечкарь, Евгений Лебедев, Иван Бузолин.

800 м: Дмитрий Богданов, Иван Нестеров, Рамиль Ариткулов.

1500 м: Александр Кривчонков, Сергей Иванов.

5000 м: Эдуард Бордуков.

10 000 м: Дмитрий Максимов.

Марафон: Леонид Швецов, Дмитрий Бурмакин, Григорий Андреев, Дмитрий Семёнов, Андрей Чернышов.

3000 м с препятствиями: Андрей Кожевников, Павел Потапович, Андрей Фарносов.

110 м с барьерами: Игорь Перемота, Евгений Борисов.

400 м с барьерами: Александр Деревягин, Владимир Антманис.

Прыжок в высоту: Ярослав Рыбаков — имел освобождение от отбора, Андрей Сильнов, Иван Ухов.

Прыжок с шестом: Сергей Кучеряну, Дмитрий Стародубцев.

Прыжок в длину: Дмитрий Сапинский, Руслан Гатауллин.

Тройной прыжок: Данил Буркеня, Александр Сергеев, Александр Петренко.

Толкание ядра: Павел Софьин, Антон Любославский.

Метание диска: Станислав Алексеев, Богдан Пищальников, Дмитрий Шевченко.

Метание молота: Вадим Херсонцев.

Метание копья: Сергей Макаров — позднее снялся с турнира, Александр Иванов.

Десятиборье: Александр Погорелов, Алексей Дроздов, Алексей Сысоев.

Ходьба 20 км: Виктор Бураев, Валерий Борчин, Сергей Бакулин.

Ходьба 50 км: Владимир Канайкин, Денис Нижегородов, Юрий Андронов.
Женщины
100 м: Екатерина Григорьева, Юлия Гущина, Ирина Хабарова.

200 м: Наталья Русакова, Екатерина Кондратьева, Юлия Гущина.

Эстафета 4х100 м: Екатерина Григорьева, Юлия Гущина, Наталья Русакова, Лариса Круглова, Екатерина Кондратьева, Ирина Хабарова.

400 м: Светлана Поспелова, Татьяна Вешкурова, Ольга Зайцева.

Эстафета 4х400 м: Светлана Поспелова, Татьяна Вешкурова, Елена Мигунова, Татьяна Фирова, Ольга Зайцева, Наталья Иванова.

800 м: Светлана Клюка, Светлана Черкасова, Ольга Котлярова.

1500 м: Юлия Чиженко — имела освобождение от отбора, Елена Соболева, Татьяна Томашова.

5000 м: Регина Рахимкулова, Лилия Шобухова.

10 000 м: Галина Богомолова, Инга Абитова, Лидия Григорьева.

Марафон: Наталья Волгина, Альбина Иванова, Ирина Пермитина, Алевтина Биктемирова, Наиля Юламанова.

3000 м с препятствиями: Любовь Иванова, Елена Сидорченкова, Татьяна Петрова.

100 м с барьерами: Ольга Корсунова, Татьяна Павлий, Александра Антонова.

400 м с барьерами: Евгения Исакова, Анастасия Трифонова, Наталья Иванова.

Прыжок в высоту: Елена Слесаренко — имела освобождение от отбора, Екатерина Савченко, Анна Чичерова.

Прыжок с шестом: Елена Исинбаева — имела освобождение от отбора, Светлана Феофанова, Татьяна Полнова.

Прыжок в длину: Оксана Удмуртова, Людмила Колчанова, Наталья Лебусова.

Тройной прыжок: Татьяна Лебедева — имела освобождение от отбора, Анна Пятых, Олеся Буфалова.

Толкание ядра: Ирина Худорошкина, Ольга Рябинкина, Оксана Гаус.

Метание диска: Дарья Пищальникова.

Метание молота: Гульфия Ханафеева, Татьяна Лысенко, Екатерина Хороших.

Метание копья: Лада Чернова.

Семиборье: Юлия Игнаткина, Наталья Рощупкина, Ольга Левенкова.

Ходьба 20 км: Ольга Каниськина, Галина Колпакова, Ирина Петрова — позднее снялась с турнира.